# 富山市立桜谷小学校
富山市立桜谷小学校（とやましりつ さくらだにしょうがっこう）は富山県富山市にある公立小学校。

## 沿革
個別に出典が提示されていない箇所の出典→。
- 1875年 - 婦負郡駒見村に猗盛小学校創立。
- 1881年 - 田刈屋村の協成小学校となる。
- 1892年1月 - 桜谷尋常小学校と改称。
- 1920年4月1日 - 桜谷村が富山市へ編入したため、富山市立愛宕尋常小学校（現・富山市立芝園小学校）の分教場となる[3]。
- 1924年4月 - 愛宕尋常小学校より独立し、富山市立桜谷尋常小学校と改称。
- 1945年8月 - 富山大空襲により校舎焼失。
- 1947年
  - 3月 - 焼失校舎跡に1階建て校舎を新築。
  - 4月 - 富山市立桜谷小学校と改称。
- 1950年
  - 8月 - 新校舎2階建4教室増築。
  - 9月 - 校地1,026m2買収拡張。
- 1951年
  - 4月 - 新校舎2階建2教室増築。
  - 9月 - 校地買収拡張。
- 1952年6月 - 新校舎2階建2教室増築（以降1954年までに6教室増築）。
- 1956年8月3日 - 集団赤痢が発生[4]。
- 1957年3月 - 体育館（413m2）竣工。県道北側に校地2,907m2買収。
- 1960年
  - 5月 - 児童昇降口渡り廊下増築。
  - 11月 - 礼法室、用務員室、給食調理室新築。
- 1962年11月 - 玄関改築（93m2）、新校舎2階建て2教室（314m2）増築。
- 1963年7月 - 荒木万寿夫文部大臣来校。
- 1965年
  - 6月 - 雍仁親王妃勢津子が来校。
  - 7月 - プール竣工。
  - 10月 - 理科室、音楽室新築。
- 1966年10月 - 理科、音楽準備室新築。
- 1973年 - 校舎鉄筋化第1期工事着工。
- 1975年
  - 1月 - 第1期鉄筋工事竣工。
  - 2月 - 児童新校舎へ移転。
- 1976年3月26日 - 給食室竣工。

## 通学区域
安養坊、石坂、石坂東町、駒見、五艘、桜谷みどり町一丁目～二丁目、田刈屋、田刈屋新町、畑中

## 進学先
- 富山市立西部中学校

## 周辺

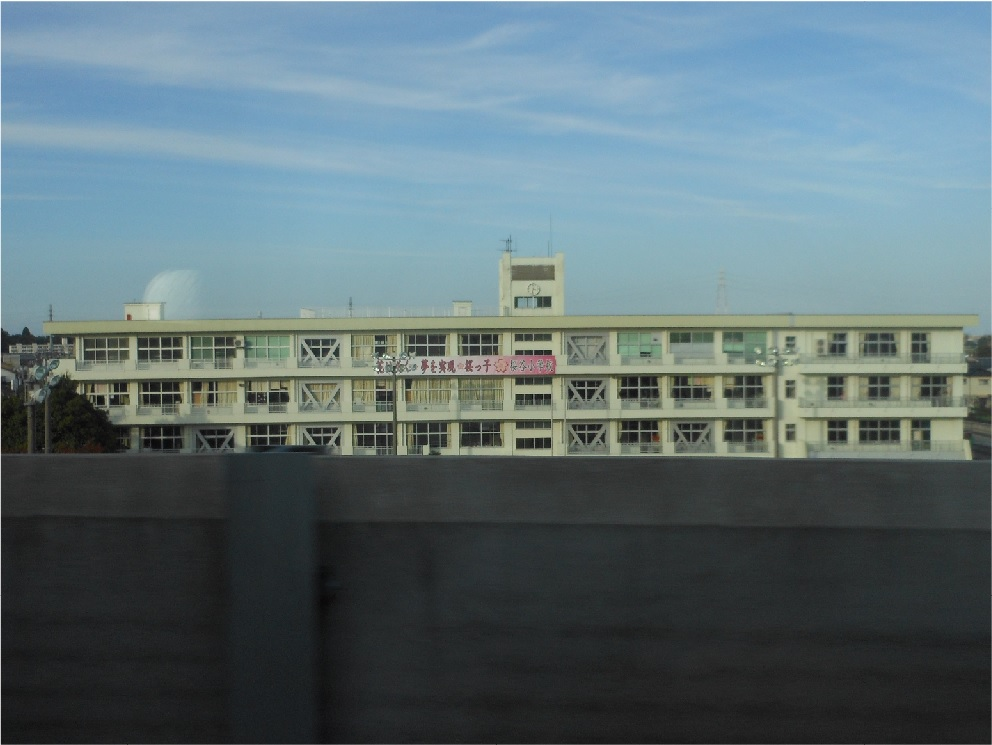
北陸新幹線車窓からの校舎

- 富山県道7号富山八尾線
- 北陸新幹線